# Аванцини, Мишель
Мишель Аванцини (фр. Michel Avanzini; род. 28 марта 1989, Винтертур, Цюрих) — швейцарский футболист, полузащитник.

## Карьера
Мишель родился в городе Винтертур. Аванцини начинал заниматься футболом в родном клубе города с одноимённым названием. В 2006 году он стал привлекаться к играм за основной состав, но за сезон сыграл лишь 2 матча. В основном, Мишель играл за вторую команду «Винтертура». В 2006 году игрок перешёл в клуб «Санкт-Галлен». Здесь он также не стал игроком основы. Дважды отправлявшись в аренду «Госсау», Мишель не сыграл ни одного матча, выступал преимущественно за вторую команду, и в 2010 году перешёл в «Лозанну». Здесь он провёл четыре сезона, и в 2010 году стал участником матча, когда «Лозанне» удалось выбить московский «Локомотив» в серии послематчевых пенальти. В 2014 Аванцини отправился в «Рапперсвиль-Йона». В 2015 году перешёл в родной клуб «Винтертур», где также играли его бывшие одноклубниками по «Лозанне» — Сильвио и Кац.